# 白毛多花蒿
白毛多花蒿（学名：Artemisia myriantha var. pleiocephala）为菊科蒿属下的一个变种。